# Imre
Imre je moško osebno ime.

## Izvor imena
Ime Imre je madžarska različica moškega osebnega imena Emerik. Staro prekmurskoslovensko imenovanje je tudi tako uporabljalo ime Imre (glej Imre Augustič).

## Pogostost imena
Po podatkih Statističnega urada Republike Slovenije je bilo na dan 31. decembra 2007 v Sloveniji število moških oseb z imenom Imre: 36.

## Osebni praznik
V koledarju je ime Imre zapisano skupaj z Emerikom; god praznuje 2. septembra (Emerik, sin ogrskega kralja Štefana, † 2.sep. 1031).